# Lidhults landsfiskalsdistrikt
Lidhults landsfiskalsdistrikt var 1918–1964 ett landsfiskalsdistrikt i Kronobergs län, bildat när Sveriges indelning i landsfiskalsdistrikt trädde i kraft den 1 januari 1918, enligt beslut den 7 september 1917. Den 1 januari 1965 avskaffades i Sverige samtliga landsfiskaler och landsfiskalsdistrikt, och deras arbetsuppgifter delades upp på de nyskapade indelningarna polisdistrikt, åklagardistrikt och kronofogdedistrikt.
Landsfiskalsdistriktet låg under länsstyrelsen i Kronobergs län.

## Ingående områden
När Sveriges nya indelning i landsfiskalsdistrikt trädde i kraft den 1 oktober 1941 (enligt kungörelsen den 28 juni 1941) tillfördes kommunerna Berga, Dörarp, Kånna och Vittaryd från Ljungby landsfiskalsdistrikt. När Sveriges nya indelning i landsfiskalsdistrikt trädde i kraft den 1 januari 1952 (enligt kungörelsen 1 juni 1951) ändrades distriktets omfattning.

### Från 1918
Sunnerbo härad:
- Angelstads landskommun
- Annerstads landskommun
- Lidhults landskommun
- Nöttja landskommun
- Odensjö landskommun
- Torpa landskommun
- Vrå landskommun

### Från 1 oktober 1941
Sunnerbo härad:
- Angelstads landskommun
- Annerstads landskommun
- Berga landskommun
- Dörarps landskommun
- Kånna landskommun
- Lidhults landskommun
- Nöttja landskommun
- Odensjö landskommun
- Torpa landskommun
- Vittaryds landskommun
- Vrå landskommun

### Från 1 januari 1952
- Annerstads landskommun
- Berga landskommun
- Lidhults landskommun